# العند (لحج)
العَنَد هي إحدى قرى الجمهورية اليمنية. وهي تتبع جغرافيًا لمحافظة لحج. وإداريًا لمديرية تبن. يبلغ تعداد سكانها 4425 نسمة حسب الإحصاء الذي جرى عام 2004م.